# Ingrid Arndt-Brauer
Ingrid Arndt-Brauer (ur. 20 marca 1961 w Marburgu) – niemiecka polityk, w latach 1991–2021 deputowana Bundestagu z ramienia SPD.

## Życiorys
Arndt-Brauer jest abiturientką Gymnasium Philippinum w Marburgu. W latach 1980–85 studiowała administrację biznesu i socjologię na uniwersytecie w Marburgu. W roku 1980 wstąpiła do GEW. W latach 1998–99 pełniła funkcję kierownika działu marketingu w powiecie Steinfurt. Od roku 1999 jest członkiem organizacji Die Arbeiterwohlfahrt (AWO).

## Polityka
Od roku 1983 jest członkiem SPD. Od roku 1985 do 1986 była radną w Wetter. W latach 1987–1992 pełniła różne funkcje w organizacji Młodych Socjalistów, AsF i partii w okręgu Würzburg, a od roku 1992 w okręgu Steinfurt. W latach 1994–97 była radną powiatu Steinfurt. Od 1 lipca 1999 roku jest członkiem Bundestagu. Arndt-Brauer była członkiem komisji finansów i zastępcą rzecznika finansów dla frakcji SPD. Była też zastępcą członka komitetu budżetowego i rzeczniczką grupy roboczej ds. zrównoważonego rozwoju we frakcji SPD. Ponadto była ona członkiem zarządu frakcji SPD. W 2021 zrezygnowała z ubiegania się o reelekcję w wyborach parlamentarnych.

## Życie prywatne
Arndt-Brauer jest zamężna, ma czworo dzieci. Zna języki: angielski, francuski, hiszpański i rosyjski.